# Sonic Kart 3DX
Sonic Kart 3DX (яп. ソニックカート３ＤＸ Соникку Като 3DX) — мобильная гоночная игра серии Sonic the Hedgehog, разработанная Sonic Team и изданная Sega для мобильных телефонов с поддержкой технологии i-mode 90x, выпущенная 20 октября 2005 года в сервисе Sonic Cafe только в Японии. Является сиквелом игры Sonic Racing Kart.

## Игровой процесс
Геймплей Sonic Kart 3DX представляет собой типичный геймплей, присущий другим гоночным играм: игроку необходимо, управляя вымышленным транспортным средством, обогнать других участников гонки. 
Имеется многопользовательская составляющая: в этой игре игроки могут вступать в противостояние с другими гонщиками со всей Японии через подключение к сети в режиме «Гран-при» или соревноваться с лучшими результатами в сети в режиме «Time Attack». Собственные рекорды игрока могут быть загружены для использования другими.

## Отзывы и распространение
Игра не была прорывной, передовой на момент своего выхода. Она обладала типичными чертами гоночного симулятора, включала спидометр, игровую карту, таймер и два режима игровой камеры.
Игра не получила широкого распространения, так как была ограничена игровой платформой в виде телефонов-раскладушек. Кроме того, для доступа к ней необходимо было вносить ежемесячную абонентскую плату. На ограниченной популярности проекта сказалась несформированность мобильного игрового рынка (на 2005 год) и короткий срок жизни самой платформы распространения, которая закрылась в 2007 году.
В конечном итоге Sonic Kart 3DX стала считаться утерянной, однако она получила вторую известность в 2021 году, когда была обнаружена и обнародована запись игрового процесса.